# May Britt
May Britt Wilkens (Lidingö, 22 marzo 1934) è un'attrice svedese.
Ebbe una breve carriera di attrice cinematografica durante gli anni cinquanta, lavorando prima in Italia e poi negli Stati Uniti. Si ritirò dalle scene dopo il matrimonio con Sammy Davis Jr. nel 1960.

## Biografia

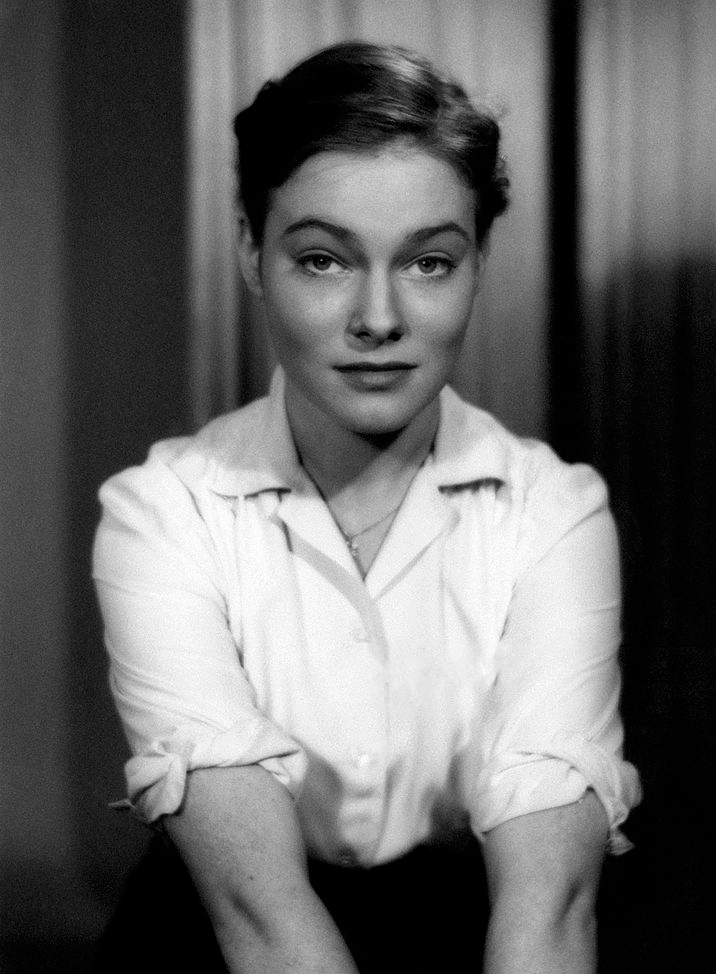
May Britt nel 1951

May Britt fu scoperta nel 1951 da Carlo Ponti e Mario Soldati quando, appena diciottenne, lavorava come assistente di un fotografo a Stoccolma. Il produttore e il regista erano in Svezia per selezionare una giovane bionda per una parte in Jolanda, la figlia del Corsaro Nero. Si presentarono nello studio fotografico dove la Britt lavorava per visionare le foto di alcune modelle. Dopo averla vista, offrirono a lei la parte.
May Britt si trasferì subito a Roma. Il debutto cinematografico avvenne proprio in Jolanda, la figlia del corsaro nero (1952), nel ruolo della protagonista. Negli anni successivi lavorò in una decina di produzioni di Cinecittà. Interpretò una parte anche nel kolossal Guerra e pace (1956). Nello stesso periodo partecipò a diversi programmi radiofonici della Rai.

### A Hollywood

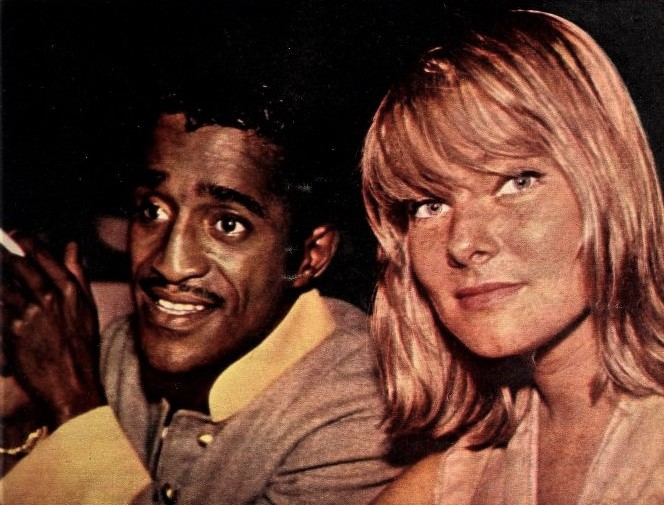
May Britt con Sammy Davis Jr. nel 1960

Verso la fine degli anni cinquanta May Britt si trasferì a Hollywood, dopo aver firmato un contratto con la 20th Century Fox. Girò alcuni film, tra cui I giovani leoni (1958) con Marlon Brando, e il controverso L'angelo azzurro (1959), dove ricoprì il ruolo che fu di Marlene Dietrich nell'omonimo film del 1930. Nello stesso anno incontrò Sammy Davis Jr., il celebre cantante e attore di colore. I due iniziarono subito a frequentarsi e, dopo un breve fidanzamento, si sposarono il 13 novembre 1960.
Il matrimonio tra Davis e la Britt destò molto scalpore. A quell'epoca le unioni interrazziali erano vietate per legge in 31 stati su 50 negli USA, e soltanto nel 1967 tali leggi vennero abolite dalla Corte Suprema degli Stati Uniti. Una volta sposata, May Britt abbandonò il cinema, e si dedicò alla famiglia. Lei e Sammy Davis Jr. ebbero una figlia e adottarono altri due bambini. Il loro matrimonio finì però con il divorzio nel 1968.
Dopo il divorzio, May Britt riprese a lavorare con qualche sporadica apparizione in televisione, l'ultima nel 1988. Da allora si è dedicata principalmente alla pittura.

## Vita privata
May Britt si è sposata tre volte. La prima con Edwin Gregson, uno studente universitario, nel 1958. Nel 1959 chiese il divorzio. Quello stesso anno incontrò Sammy Davis Jr. Iniziarono a frequentarsi e, dopo un breve fidanzamento, si sposarono il 13 novembre 1960. Divorziarono nel 1968 dopo che Davis ebbe una relazione con la ballerina Lola Falana. Si sposò in seguito una terza volta con Lennart Ringquist, morto nel 2017.

## Filmografia

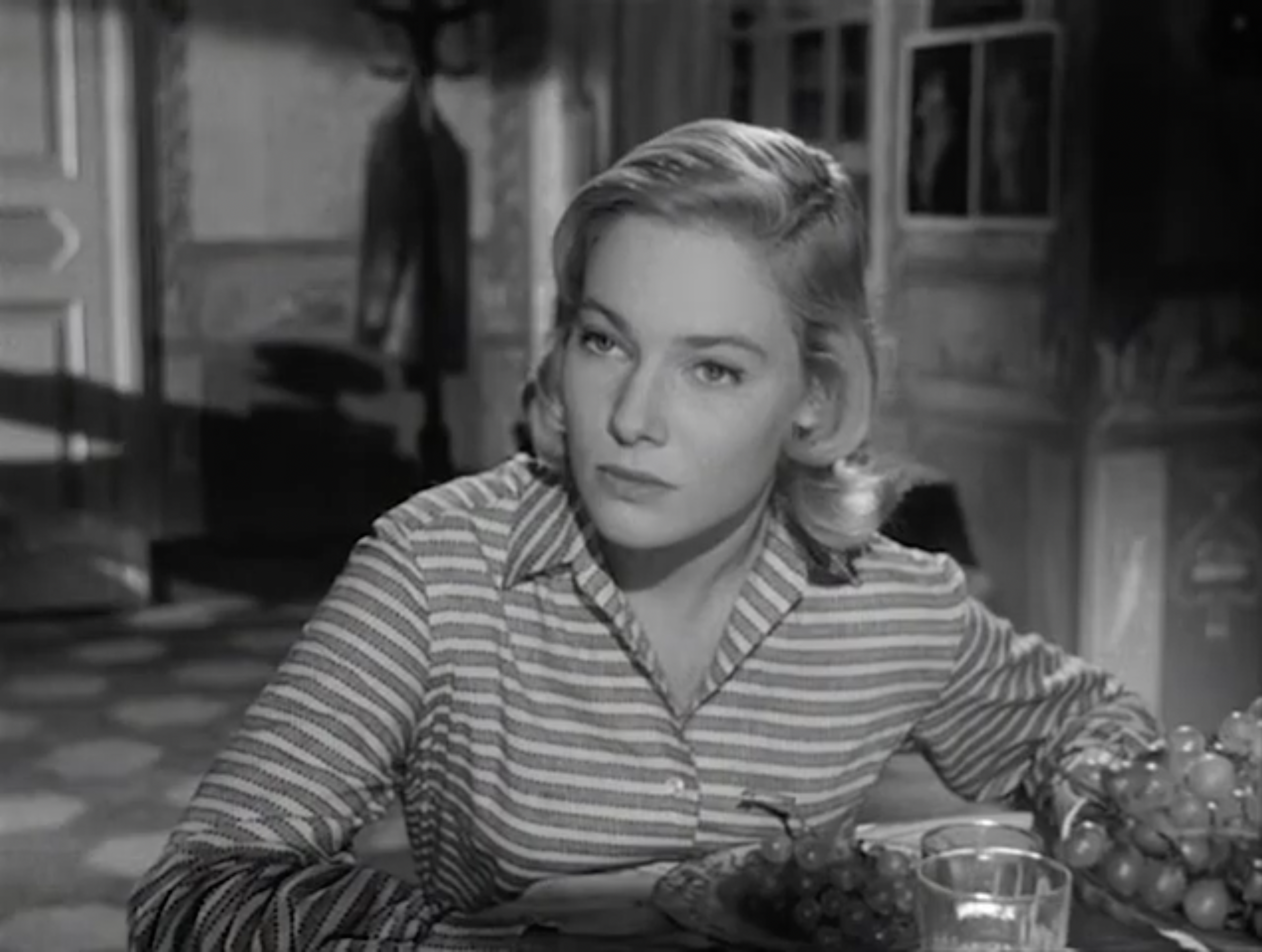
May Britt in Prigionieri del male (1955)

### Cinema
- Jolanda, la figlia del Corsaro Nero, regia di Mario Soldati (1952)
- Le infedeli, regia di Steno e Mario Monicelli (1953)
- La lupa, regia di Alberto Lattuada (1953)
- Il più comico spettacolo del mondo, regia di Mario Mattoli (1953)
- La nave delle donne maledette, regia di Raffaello Matarazzo (1953)
- Cavalleria rusticana, regia di Carmine Gallone (1953)
- Vergine moderna, regia di Marcello Pagliero (1954)
- Silenzio... si spara! (Ça va barder), regia di John Berry (1955)
- L'ultimo amante, regia di Mario Mattoli (1955)
- Prigionieri del male, regia di Mario Costa (1955)
- Guerra e pace (War and Peace), regia di King Vidor (1956)
- I giovani leoni (The Young Lions), regia di Edward Dmytryk (1958)
- I cacciatori (The Hunters), regia di Dick Powell (1958)
- L'angelo azzurro (The Blue Angel), regia di Edward Dmytryk (1959)
- Sindacato assassini (Murder, Inc.), regia di Burt Balaban e Stuart Rosenberg (1960)
- Haunts - Spettri del passato (Haunts), regia di Herb Freed (1977)

### Televisione
- The Danny Thomas Hour – serie TV, episodio 1x19 (1968)
- Missione Impossibile (Mission: Impossible) – serie TV, 1 episodio (1969)
- The Most Deadly Game – serie TV, 1 episodio (1971)
- The Partners – serie TV, 1 episodio (1971)
- Probe – serie TV, 1 episodio (1988)

### Programmi radio RAI
- Cantate con noi, Fantasia musicale con Fiorella Bini, Norma Bruni, Carla Boni, Fausto Cigliano, orchestre di Cinico Angelini e Pippo Barzizza presentano Corrado e May Britt (1956)

## Doppiatrici italiane
Nelle versioni in italiano delle opere in cui ha recitato, May Britt è stata doppiata da:
- Dhia Cristiani in Jolanda, la figlia del Corsaro Nero, La lupa, Il più comico spettacolo del mondo, La nave delle donne maledette, Prigionieri del male
- Lydia Simoneschi in Le infedeli, Cavalleria rusticana, Vergine moderna, L'ultimo amante, L'angelo azzurro
- Rosetta Calavetta in Guerra e pace, I giovani leoni, I cacciatori